# Gainesville (villa)
Gainesville es una villa ubicada en el condado de Wyoming, dentro del término municipal de la ciudad de Gainesville, en el estado estadounidense de Nueva York. En el año 2000 tenía una población de 304 habitantes y una densidad poblacional de 2.5 personas por km².

## Geografía
Gainesville se encuentra ubicada en las coordenadas 42°39′51″N 78°6′58″O / 42.66417, -78.11611.

## Demografía
Según la Oficina del Censo en 2000 los ingresos medios por hogar en la localidad eran de $31,875, y los ingresos medios por familia eran $30,500. Los hombres tenían unos ingresos medios de $33,571 frente a los $18,000 para las mujeres. La renta per cápita para la localidad era de $14,385. Alrededor del 7.4% de la población estaban por debajo del umbral de pobreza.